# China propia
China propia, China interior o China de las dieciocho provincias fue un término usado por los escritores occidentales en la dinastía Qing para expresar una distinción entre las regiones centrales y las fronterizas de la China. La China propia no tiene un alcance fijo, ya que se han producido muchos cambios administrativos, culturales y lingüísticos en la historia china. Una definición se refiere al área original de la civilización china, la Llanura Central (en la Llanura del Norte de China); otro al sistema de las "dieciocho provincias" de la dinastía Qing. No hay una traducción directa para "China propia" en el idioma chino debido a las diferencias en la terminología utilizada por los Qing para referirse a las regiones y la expresión es controvertida entre los estudiosos, particularmente en China, debido a reclamos territoriales nacionales.

## Origen del concepto

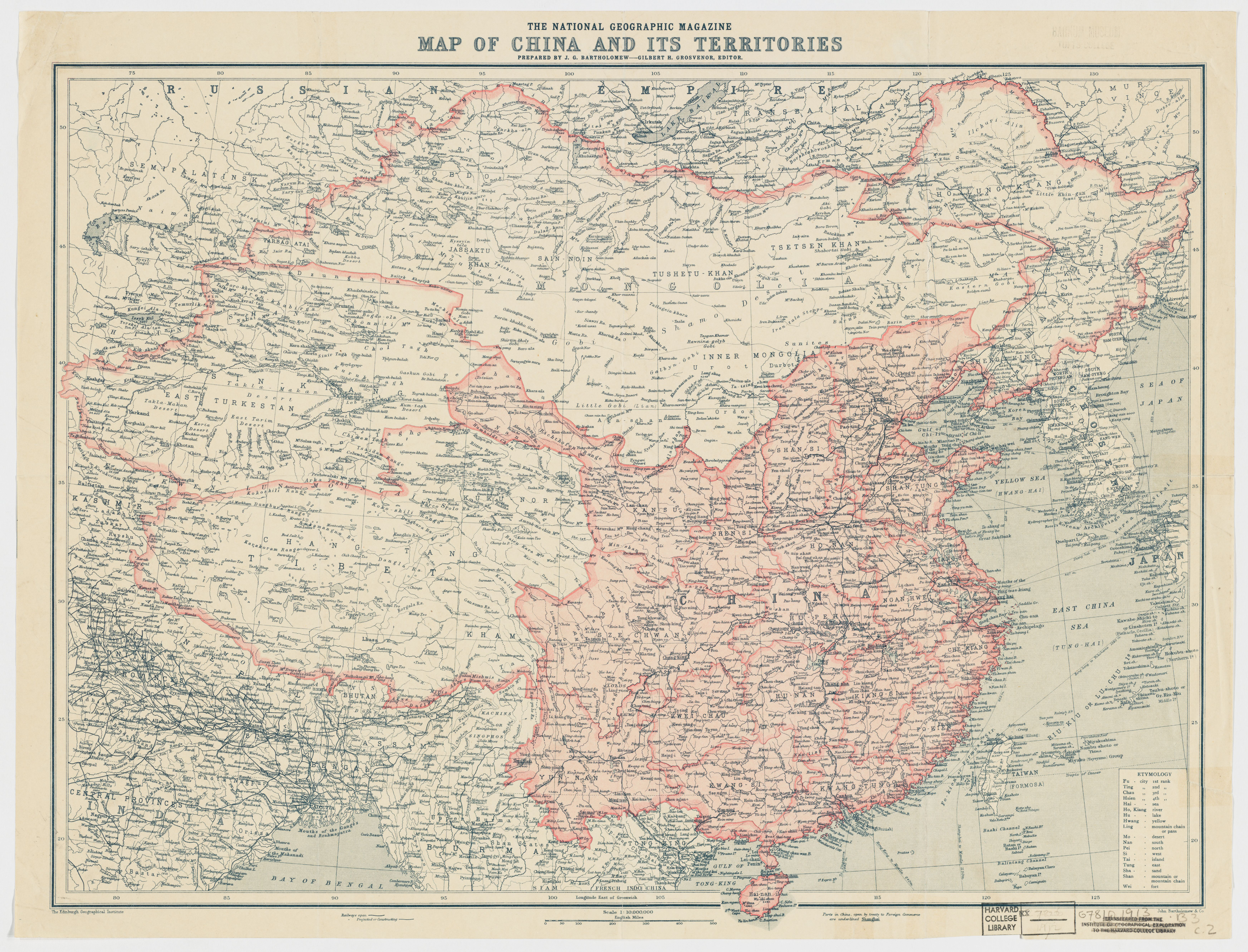
Un mapa de China de 1912 y sus territorios de National Geographic, incluye regiones diferentes en República de China. Los territorios fuera de la China propia coloreados en blanco con borde rosa.

No está claro cuándo apareció el concepto de "China propia" en el mundo occidental. Sin embargo, es plausible que los historiadores durante la era del imperialismo y los rápidos cambios de fronteras en el siglo XVIII, lo aplicaron para distinguir las 18 provincias de China de sus recientes adquisiciones. Esto también se aplicaría a Gran Bretaña propiamente dicha frente al Imperio británico, que abarcó vastas tierras en el extranjero. Lo mismo se aplicaría a Francia propiamente dicha en contraste con el Imperio francés de la época, que Napoleón logró expandir hasta Moscú.
Según Harry Harding, el concepto puede fecharse hasta 1827. Pero tan pronto como 1795, William Winterbotham adoptó este concepto en su libro. Al describir el Imperio chino bajo la dinastía Qing, Winterbotham lo dividió en tres partes: China propia, Tartaria y los estados tributarios. Adoptó las opiniones de Du Halde y Grosier y sospechó que el nombre de "China" provenía de la dinastía Qin. Luego dijo: "China, propiamente dicha,... comprende de norte a sur dieciocho grados; su extensión de este a oeste es algo menos..."
Sin embargo, para presentar la "China propia", Winterbotham todavía usaba el sistema obsoleto de 15 provincias de la dinastía Ming, que usó la dinastía Qing hasta 1662. Aunque la dinastía Ming también tenía 15 divisiones locales básicas, Winterbotham usa el nombre de provincia de Kiang-nan (江南, Jiāngnán), que había sido llamada Nan-Zhili (南直隶, Nán-Zhílì) durante la dinastía Ming y que pasó a llamarse Kiang-nan (es decir, Jiangnan) en 1645, el segundo año después de que la dinastía Qing derrocara a la Ming. Este sistema de 15 provincias fue reemplazado gradualmente por el sistema de 18 provincias entre 1662 y 1667. El uso del sistema de 15 provincias y el nombre de provincia de Kiang-nan indica que el concepto de China propia probablemente apareció entre 1645 y 1662 y este concepto puede reflejar la idea que identifica a China como el territorio de la antigua dinastía Ming después de la conquista Qing de los Ming.

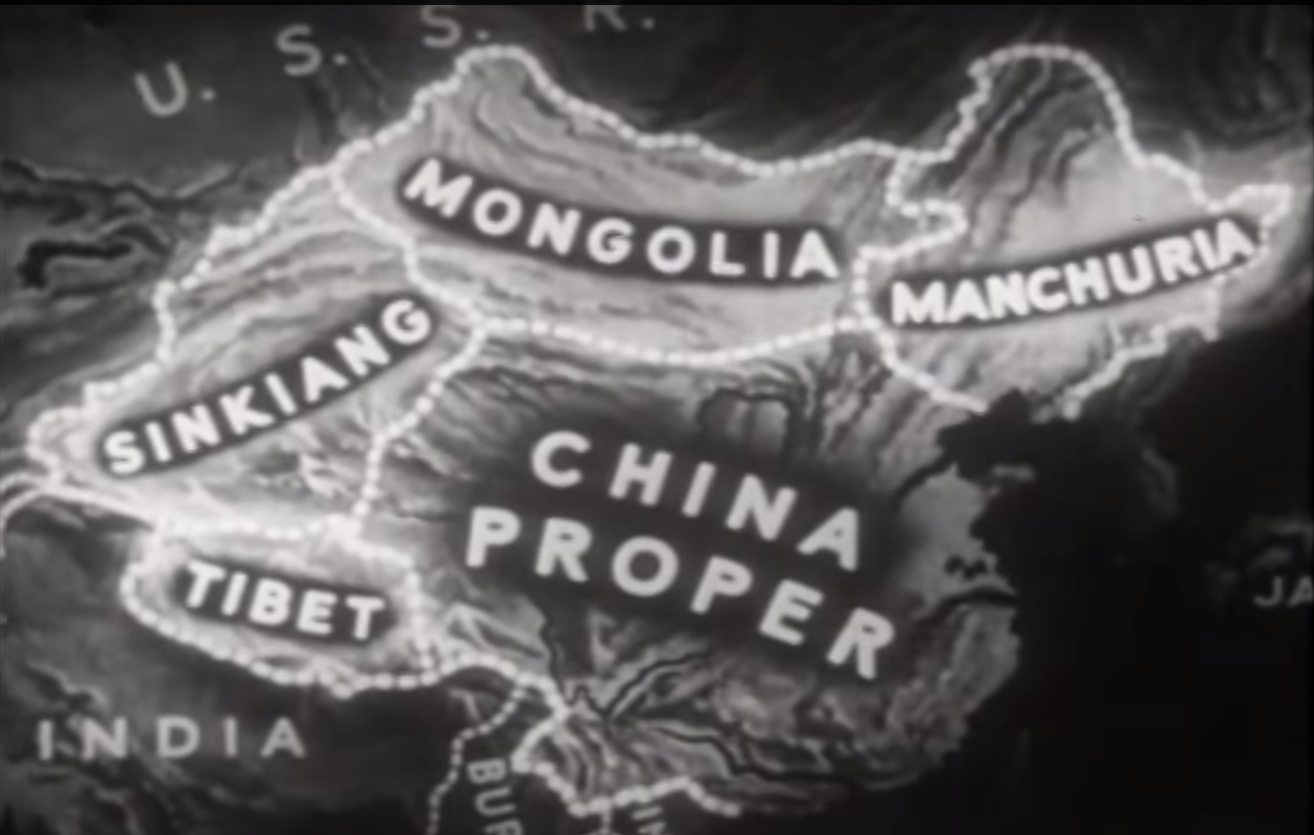
Un mapa de 1944 de la China Propia, Manchuria (noreste de China), Mongolia, Sinkiang y el Tíbet de la película propagandística de la Oficina de Información de Guerra "Por qué luchamos: la batalla de China". (Notar que aquí las fronteras exteriores incluyen varias áreas reclamadas anteriormente por la República de China).

El concepto de "China propia" también apareció antes de este libro de 1795. Se puede encontrar en The Gentleman's Magazine, publicado en 1790, y en The Monthly Review, publicado en 1749. En el siglo XIX, el término "China propia" a veces era usado por los funcionarios chinos cuando se comunicaban en idiomas extranjeros. Por ejemplo, el embajador de Qing en Gran Bretaña, Zeng Jize, lo usó en un artículo en inglés, que publicó en 1887.
Dulimbai Gurun es el nombre manchú para China (中國, Zhongguo; "Reino Medio"). Después de conquistar a los Ming, los manchú Qing identificaron su estado como "China" (Zhongguo), y se refirieron a él como "Dulimbai Gurun" en manchú. Los emperadores manchú Qing equipararon las tierras del estado Qing (incluidas "China propia" y actuales Manchuria, Sinkiang, Mongolia, Tíbet y otras áreas como "China" en ambas lenguas china y manchú), definiendo a China como un estado multiétnico, rechazando la idea de que China solo significaba áreas han, proclamando que tanto los han como los no-han eran parte de "China", usando "China" para referirse a los Qing en documentos oficiales, tratados internacionales y asuntos extranjeros, y la "lengua china" (Dulimbai gurun i bithe) se refería a las lenguas china, manchú y mongol, y el término "pueblo chino" (中國人, Zhongguo ren; manchú: Dulimbai gurun i niyalma) se refiere a todos los han, manchúes, y los mongoles del estado Qing.
Cuando los Qing conquistaron Zungaria en 1759, proclamaron que la nueva tierra fue absorbida por "China" (Dulimbai Gurun) en un memorial en idioma manchú. Los Qing explicaron en su ideología que estaban reuniendo a los "chinos externos no-han" como los mongoles interiores, mongoles del este, mongoles oirates y los tibetanos junto con los "chinos interiores han", en "una familia" unida en el estado Qing, mostrando que los diversos sujetos de los Qing eran todos parte de una familia, los Qing usaron la frase "Zhong Wai Yi Jia" (中外一家) o "Nei Wai Yi Jia" (內外一家, "interior y exterior como una sola familia"), para transmitir esta idea de "unificación" de los diferentes pueblos. Una versión en manchú de un tratado con el Imperio ruso sobre la jurisdicción penal sobre bandidos, llamaba a la gente Qing como "gente del Reino Central" (Dulimbai Gurun).
En el relato en lengua manchú del oficial Tulisen de su reunión con el líder mongol torgut, Ayuki Kan, se mencionó que si bien los torguts eran diferentes a los rusos, los "pueblos del Reino Central" (dulimba-i gurun; 中國, Zhongguo) eran como los mongoles torgut, y los "pueblos del Reino Central" se referían a los manchúes.
Mientras que los manchúes Qing buscaban utilizar China (Zhongguo) para describir las áreas que no eran han, algunos eruditos han se opusieron al uso de Zhongguo por parte del emperador Qing para referirse a las áreas no-han, utilizando Zhongguo para marcar una distinción entre las áreas culturalmente han y el territorio recién anexado al Imperio Qing. A principios del siglo XIX, Wei Yuan en su libro Shengwuji (Historia Militar de la Dinastía Qing) llamó guo a los pueblos de Asia interior, mientras que las diecisiete provincias centrales, es decir, la "China propiamente dicha", y a tres provincias orientales de Manchuria las llamó "Zhongguo". Algunos chinos han leales a los Ming se negaron a usar Zhongguo para referirse a áreas fuera de las fronteras del Imperio Ming, tales como la Mongolia Exterior, negándose a reconocer el estado Qing.
Los manchúes Qing se refirieron a los chinos han que habitaban las 18 provincias como "nèidì shíbā shěng" (內地十八省), que significaba la "región interior de dieciocho provincias", o lo abrevió como "nèidì" (內地), "región interior" y también como "jùnxiàn" (郡县), mientras que se referían a las áreas no-han de China como el noreste, Mongolia Exterior, Mongolia Interior, Sinkiang y Tíbet como "wàifān" (外藩) que significa "feudatorios externos" o "vasallos exteriores", o como "fānbù" (藩部, "región feudatoria"). Estos waifan estaban totalmente sometidos y gobernados por el gobierno de los Qing y se los consideraba parte de China (Zhongguo), a diferencia de "wàiguó" (外國, "países externos/extranjeros") como Corea, Vietnam y Ryukyu, que rindieron tributo a los Qing pero no eran parte de China.內地十八省郡县外藩藩部外國

## Uso moderno
Hoy, "China propia" es un concepto controvertido en la misma China, ya que el paradigma actual oficial no contrasta el núcleo y la periferia de China. No hay un solo término ampliamente utilizado correspondiente a este en el idioma mandarín.
La separación de China en una "China propia" dominada por los chinos han y "otras Chinas" de minorías étnicas impugna la legitimidad de las fronteras actuales de China, que se basa en el principio de sucesión de estados. Según el sinólogo Colin Mackerras, los gobiernos extranjeros generalmente han aceptado los reclamos chinos sobre sus áreas minoritarias, porque redefinir el territorio de un país cada vez que se somete a un cambio de régimen causaría una inestabilidad y una guerra sin fin. Además, pregunta, "si los límites de los Qing se consideraran ilegítimos, ¿por qué se debería volver a los de los Ming, mucho más pequeños, en lugar de los extensos límites de la dinastía Tang?"

## Extensión

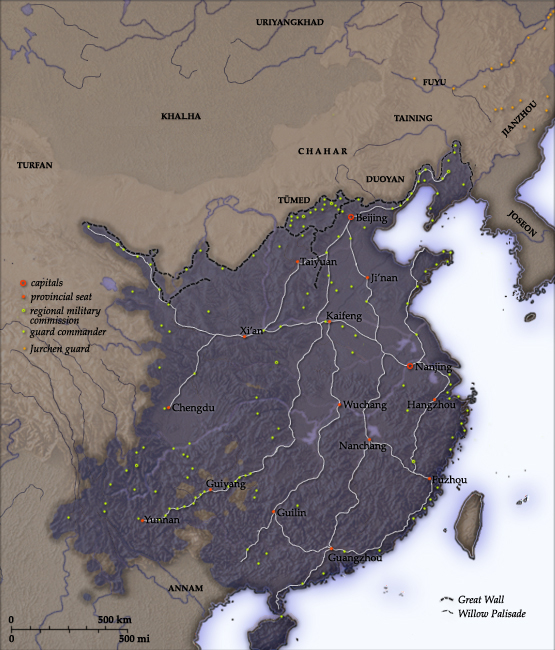
La extensión aproximada de China propia durante la última dinastía Ming, la última dinastía china han.

China propia no tiene una extensión fija, ya que se usa para expresar el contraste entre las regiones centrales y fronterizas de China desde múltiples perspectivas: histórica, administrativa, cultural y lingüística.

### Perspectiva histórica
Una forma de pensar acerca de China propia es referirse a las antiguas dinastías chinas han. La civilización china se desarrolló a partir de una región central en la Llanura del Norte de China y se expandió a lo largo de varios milenios, conquistando y asimilando a los pueblos de los alrededores, o siendo conquistada e influenciada a su vez. Algunas dinastías, como las dinastías Han y Tang, fueron particularmente expansionistas y se extendieron hasta Asia Central, mientras que otras, como las dinastías Jin y Song, se vieron obligadas a renunciar a la llanura del norte de China a sus rivales de Asia nororiental y central.
La dinastía Ming fue la última dinastía china Han y la segunda y última dinastía imperial en gobernar China. Gobernaba quince entidades administrativas, que incluían trece provincias (chino: 布政使司; pinyin: Bùzhèngshǐ Sī) y dos áreas 'gobernadas directamente'. Después de que la dinastía Qing, fundada por los manchúes, sucediera a la dinastía Ming, el tribunal de los Qing decidió continuar utilizando el sistema administrativo Ming para gobernar las antiguas tierras Ming, sin aplicarla a otros dominios dentro de la dinastía Qing, a saber, Manchuria, Mongolia, Sinkiang y Tíbet. Las 15 unidades administrativas de la dinastía Ming se sometieron a reformas menores para convertirse en las Dieciocho Provincias (一十八行省; Yīshíbā Xíngshěng, o 十八省; Shíbā Shěng) de la China propiamente dicha bajo la dinastía Qing. Fueron estas dieciocho provincias a las que las fuentes occidentales tempranas se referían como China propia.
Hay algunas diferencias menores entre la extensión de la China Ming y la extensión de las dieciocho provincias de la China  Qing: por ejemplo, algunas partes de Manchuria eran una posesión Ming perteneciente a la provincia Ming de Liaodong (ahora Liaoning); sin embargo, los Qing la conquistaron antes que el resto de China y no devolvió la región a las provincias de China. Por otro lado, Taiwán fue una nueva adquisición de la dinastía Qing, y se adjuntó en Fujian, una de las provincias de China en sí. El Kham oriental en el Gran Tíbet se agregó a Sichuan, mientras que gran parte de lo que ahora constituye Birmania septentrional se agregó a Yunnan.
Cerca del final de la dinastía Qing, hubo un esfuerzo por extender el sistema de provincias de China al resto del imperio. Taiwán se convirtió en una provincia separada en 1885, pero se cedió a Japón en 1895. Sinkiang se reorganizó en una provincia en 1884. Manchuria se dividió en las tres provincias de Fengtian, Jilin y Heilongjiang en 1907. Hubo una discusión para hacer lo mismo en el Tíbet, Kokonor, Mongolia Interior y Mongolia Exterior, pero estas propuestas no se pusieron en práctica, y estas áreas estaban fuera del sistema de provincias de la China propia cuando la dinastía Qing cayó en 1912.
Las provincias de la dinastía Qing eran:
| Dieciocho provincias                              | Dieciocho provincias | Dieciocho provincias | Dieciocho provincias | Dieciocho provincias | Dieciocho provincias | Dieciocho provincias | Dieciocho provincias | Dieciocho provincias | Dieciocho provincias | Dieciocho provincias |
| Postal                                            | Pinyin               | Chino                | Postal               | Pinyin               | Chino                | Postal               | Pinyin               | Chino                |                      |                      |
| ------------------------------------------------- | -------------------- | -------------------- | -------------------- | -------------------- | -------------------- | -------------------- | -------------------- | -------------------- | -------------------- | -------------------- |
| Anhwei                                            | Ānhuī                | 安徽省               | Hunan                | Húnán                | 湖南省               | Kweichow             | Guìzhōu              | 貴州省               |                      |                      |
| Chekiang                                          | Zhèjiāng             | 浙江省               | Kansu                | Gānsù                | 甘肅省               | Shansi               | Shānxī               | 山西省               |                      |                      |
| Chihli                                            | Zhílì                | 直隸省               | Kiangsu              | Jiāngsū              | 江蘇省               | Shantung             | Shāndōng             | 山東省               |                      |                      |
| Fukien                                            | Fújiàn               | 福建省               | Kiangsi              | Jiāngxī              | 江西省               | Shensi               | Shǎnxī               | 陝西省               |                      |                      |
| Honan                                             | Hénán                | 河南省               | Kwangtung            | Guǎngdōng            | 廣東省               | Szechwan             | Sìchuān              | 四川省               |                      |                      |
| Hupeh                                             | Húběi                | 湖北省               | Kwangsi              | Guǎngxī              | 廣西省               | Yunnan               | Yúnnán               | 雲南省               |                      |                      |
| Provincias adicionales en la dinastía Qing tardía |                      |                      |                      |                      |                      |                      |                      |                      |                      |                      |
| Fengtien                                          | Fèngtiān             | 奉天省               | Heilungkiang         | Hēilóngjiāng         | 黑龍江省             | Kirin                | Jílín                | 吉林省               |                      |                      |
| Sinkiang                                          | Xīnjiāng             | 新疆省               |                      |                      |                      |                      |                      |                      |                      |                      |

El Imperio Qing en su máxima extensión territorial, 1820; la China propia en amarillo oscuro.

El Imperio Qing en 1911 y sus pérdidas territoriales; la China propia en amarillo oscuro.

Algunos de los revolucionarios que intentaron derrocar a los Qing deseaban establecer un estado independiente de la dinastía Qing dentro de los límites de las "Dieciocho Provincias", como lo demuestra la bandera de las Dieciocho Estrellas que utilizaron. Otros favorecieron el reemplazo de toda la dinastía Qing por una nueva república, como lo demuestra la bandera de Cinco Rayas que utilizaron. Algunos revolucionarios, como Zou Rong, utilizaron el término Zhongguo Benbu (中国本部), que se identificaba aproximadamente con las dieciocho provincias. Cuando cayó la dinastía Qing, el decreto de abdicación del emperador Qing legó todo el imperio a la recién nacida República de China, y esta última idea fue adoptada por la nueva república como el principio de cinco razas bajo una unión, con "cinco razas" refiriéndose a los chinos han, manchúes, mongoles, musulmanes (uigures, hui, etc.) y los tibetanos. La bandera de cinco franjas se adoptó como la bandera nacional, y la República de China se vio a sí misma como un estado único que abarcaba las cinco regiones de la dinastía Qing. La República Popular China, que fue fundada en 1949 y reemplazó a la República de China en el continente, ha continuado reclamando esencialmente las mismas fronteras, con la única excepción importante que es el reconocimiento de Mongolia independiente. Como resultado, el concepto de "China propia" cayó en desgracia en China.
Las Dieciocho Provincias de la dinastía Qing todavía existen, pero sus límites han cambiado. Pekín y Tianjin finalmente se separaron de Hebei (renombrado como Zhili), Shanghái de Jiangsu, Chongqing de Sichuan, Ningxia de Gansu y Hainan de Guangdong. Guangxi es ahora una región autónoma. Las provincias que formó la dinastía Qing tardía también se han mantenido: Sinkiang se convirtió en una región autónoma bajo la República Popular China, mientras que las tres provincias de Manchuria ahora tienen fronteras algo diferentes, con Fengtian renombrado como Liaoning.
Cuando cayó la dinastía Qing, el control republicano chino del territorio Qing, incluso de aquellos que generalmente se consideran "China propia", era tenue y prácticamente inexistente en el Tíbet y Mongolia Exterior (desde 1922), que estaban controlados por gobiernos que declararon su independencia. La antigua República de China subdividió la Mongolia Interior, aunque la República Popular China más tarde reunió el territorio habitado por mongoles en una sola región autónoma. El PRC unió al área de Qamdo en el área del Tíbet (más tarde, Región Autónoma del Tíbet). La China nacionalista se vio obligada a reconocer la independencia de Mongolia (antigua Mongolia Exterior) y Tannu Uriankhai (ahora parte de Rusia como la República de Tuvá), en 1945.

### Perspectiva étnica

La extensión aproximada de la etnia china Han, denotada en marrón. La distribución dispersa se denota por círculos. Aunque los chinos Han también viven en otros lugares, solo se muestran China continental y Taiwán.

"China propia" a menudo se asocia con los chinos han, el grupo étnico mayoritario de China y con la extensión de las lenguas chinas, un elemento unificador importante de la etnia china han.
Sin embargo, las áreas de los chinos han en la actualidad no se corresponden bien con las Dieciocho Provincias de la dinastía Qing. Gran parte del suroeste de China, como las áreas en las provincias de Yunnan, Guangxi y Guizhou, formaron parte de las sucesivas dinastías chinas Han, incluidas la dinastía Ming y las dieciocho provincias de la dinastía Qing. Sin embargo, estas áreas fueron y continúan siendo pobladas por varios grupos minoritarios chinos no-han, como los zhuang, los miao y los buyei. A la inversa, hoy en día los chinos han forman la mayoría en buena parte de Manchuria, gran parte de Mongolia Interior, muchas áreas en Sinkiang y partes dispersas del Tíbet, en gran parte debido a la expansión del poblamiento de chinos han promovido por la dinastía Qing, la República de China y la República Popular China.
La etnia han no es sinónimo de hablantes de la lengua china. Muchas etnias chinas no-han, como los hui y manchú, son esencialmente monolingües en chino, pero no se identifican como chinos han. El idioma chino en sí es también una entidad compleja, y debe describirse como una familia de idiomas relacionados en lugar de un solo idioma si se utiliza el criterio de inteligibilidad mutua para clasificar sus subdivisiones.
En las encuestas, una escasa mayoría de la gente de Taiwán se llama a sí misma "taiwaneses", mientras que el resto se identifica como "taiwanés y chino" o "chino" solamente. El 98% de la gente de Taiwán es descendiente de inmigrantes de China desde el siglo XVII, pero la inclusión de Taiwán en China, o en la propia China, sigue siendo un tema controvertido. Véase Historia de Taiwán y estatus político de Taiwán para más información.

### Citas
1. ↑  «Glossary –  China. Library of Congress Country Studies». Library of Congress. «Used broadly to mean China within the Great Wall, with its eighteen historic provinces. Divisible into two major, sharply contrasting regions, Northern China and Southern China. The dependencies on the north and west – Manchuria (now usually referred to as Northeast China), Mongolia, Xizang (Tíbet), and Xinjiang or Chinese Turkestan – were known in the imperial era as Outer China.»
2. ↑  Harry Harding, "The Concept of 'Greater China': Themes, Variations, and Reservations", in The China Quarterly, 136 (December1993), pp. 660–686.
3. ↑  Winterbotham, William (1795). An Historical, Geographical, and Philosophical View of the Chinese Empire..., London: Printed for, and sold by the editor; J. Ridgway; and W. Button. (pp. 35–37: General Description of the Chinese Empire → China Proper→ 1. Origin of its Name, 2. Extent, Boundaries, &c.)
4. ↑  Copyright has passed, "Full View" available through Google Books.
5. ↑  Marquis Tseng, "China: The Sleep and the Awakening", The Asiatic Quarterly Review, Vol. III 3 (1887), p. 4.
6. ↑  Hauer 2007, p. 117.
7. ↑  Dvořák 1895, p. 80.
8. ↑  Wu 1995, p. 102.
9. ↑  Zhao 2006, pp. 4, 7, 8, 9, 10, 12, 13, 14.
10. ↑  Dunnell 2004, p. 77.
11. ↑  Dunnell 2004, p. 83.
12. ↑  Elliott 2001, p. 503.
13. ↑  Dunnell 2004, pp. 76–77.
14. ↑  Cassel 2012, pp. 44, 205.
15. ↑  Perdue 2009, p. 218.
16. ↑  Joseph Esherick,  "How the Qing Became China,"  in Joseph W. Esherick, Hasan Kayali and Eric Van Young, ed., Empire to Nation: Historical Perspectives on the Making of the Modern World (Rowman & Littlefield, 2006
17. ↑  Mackerras, Colin (2012). «Han-minority relations».  En Gries, Peter Hays, ed. State and Society in 21st Century China: Crisis, Contention and Legitimation. Psychology Press. pp. 219-220.
18. ↑  Zou, Rong (1903). «Chapter 4». The Revolutionary Army.